# Свидетели: Нерассказанная война в Афганистане
Свидетели: Нерассказанная война в Афганистане (англ. Witnesses: The Untold War in Afghanistan) — канадский документальный фильм, снятый Мартином Берком и выпущенный в 1988 году. Фильм представляет собой портрет советско-афганской войны 1980-х годов, рассказанный через свидетельства разных людей, которые были на месте событий и были их непосредственными свидетелями. 
Премьера фильма состоялась на Фестивале фестивалей 1988 года.
Фильм был номинирован на премию Джини в категории «Лучший полнометражный документальный фильм» на 10-й церемонии вручения премии Genie Awards в 1989 году.